# 馬拉帕寧

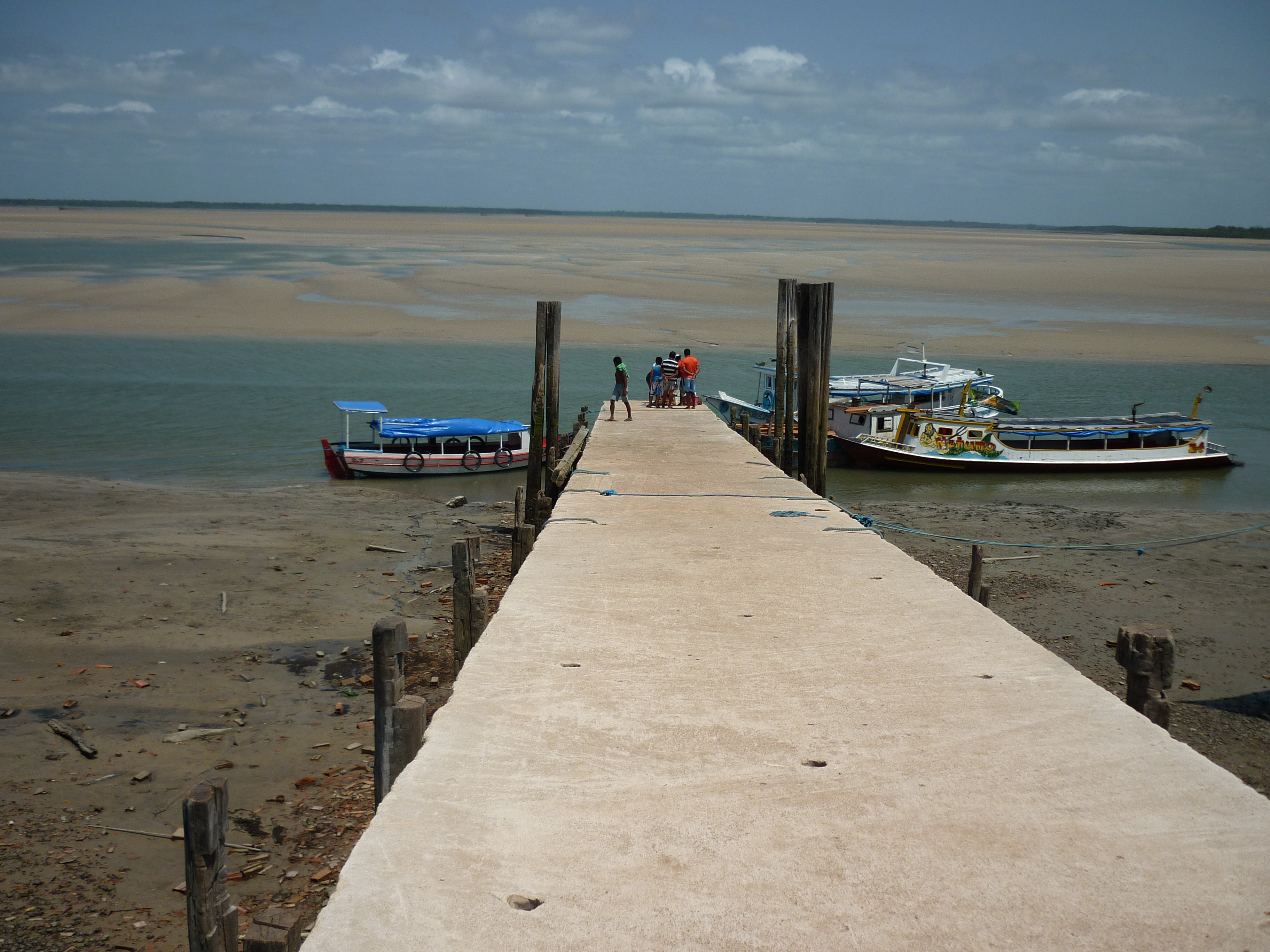
馬拉帕寧

馬拉帕寧（葡萄牙語：Marapanim），是巴西的城鎮，位於該國北部，由帕拉州負責管轄，始建於1931年10月12日，面積792平方公里，海拔高度40米，2010年人口26,605，人口密度每平方公里33.59人。